# Den'en Ni Shisu
Den'en Ni Shisu (田園に死す) è un film drammatico e autobiografico giapponese del 1974 scritto e diretto da Shūji Terayama.
Il film impiega una struttura di film nel film, raffigurante un giovane uomo (un sostituto di Terayama) alle prese con il film che sta tentando di completare, una reinterpretazione della sua adolescenza. È stato presentato al Festival Di Cannes del 1975.

## Trama
Prologo
Sei bambini giocano a nascondino in campagna. Dopo che i cinque scappano via per nascondersi, il bambino scelto per essere lui inizia a cercarli, ma al loro posto emergono cinque adulti.
Film nel film
All'età di 15 anni, il protagonista (d'ora in poi chiamato "Shin-chan", come lo chiama sua madre) viveva con la madre vedova in un villaggio giapponese nella prefettura di Aomori, ai piedi del Monte Osore. Shin-chan brama la donna che vive accanto e vede una giovane donna lottare per partorire; gli altri astanti mormorano che è stato concepito fuori dal matrimonio. Dopo una discussione a casa, Shin-chan si precipita alla Montagna Spaventosa, dove è sepolto suo padre. Lì, si lamenta delle insistenze di sua madre tramite un oracolo ed esprime il suo desiderio di scappare di casa la primavera successiva.
Quando arriva la primavera, arriva una compagnia circense. Durante una visita, Shin-chan viene accolto da una donna che indossa un costume gonfiabile per il suo spettacolo ed è incuriosita dal suo orologio. A casa, implora sua madre di procurarsene uno, ma lei rifiuta, sostenendo che l'ora deve essere tenuta a casa, nel loro grande orologio di famiglia (che è rotto). Un giorno di primavera, mentre scherza, Shin-chan attira l'attenzione del vicino. Le dice che non è mai stato su un treno, così lei ammette di essere insoddisfatta del suo matrimonio e gli offre la possibilità di scappare con lei su un treno chiedendogli di aiutarla a scappare. Nel frattempo, la donna che Shin-chan ha visto durante un parto difficile sta mostrando con orgoglio la sua bambina. Una notte, dopo che sua madre si è addormentata, Shin-chan scappa con il vicino.
Storia della cornice
La proiezione della parte del film che è stata completamente montata termina. Il protagonista, ormai adulto, esce dalla proiezione con un amico e gli confessa di trovarsi di fronte a un blocco creativo; sente di sfruttare la sua infanzia rendendola il soggetto del film e rischia di trasformarlo in uno spettacolo a buon mercato, ma l'amico ragiona che romanzare il passato è l'unico modo per liberarsene. Quindi pone una domanda ipotetica al protagonista: se tornasse indietro nel tempo e uccidesse la sua bisnonna, il suo sé attuale esisterebbe ancora? Il protagonista, immerso nei suoi pensieri, crede che sia stato il suo sé attuale ad aver ucciso la sua bisnonna, ma ciò significherebbe che sua nonna, sua madre e lui stesso non potrebbero esistere.
Al ritorno in sala di montaggio, il protagonista trova Shin-chan ad aspettarlo. È nervoso perché ha abbellito gran parte della sua infanzia nel film e piange dicendo che la sua infanzia è un mucchio di bugie.
Ripresa del film nel film
Uscendo dalla sala di montaggio, il film nel film riprende. Gli abitanti del villaggio, notando un neo sul bambino della donna, credono che sia una maledizione e costringono la donna ad abbandonare il bambino. La protagonista adulta presenta quindi la fuga d'amore come è realmente accaduta: Shin-chan trova il vicino con il suo amante in una capanna sul il Monte Osore, ma la donna gli dice di prendere il treno da solo, negando di avergli mai fatto alcuna promessa. Poi racconta la storia della sua vita. Durante la seconda guerra mondiale, suo padre fu chiamato al fronte e sua madre ebbe un ictus, quindi non c'era nessuno a lavorare nei campi e niente da mangiare. Sua madre si rifiutò di vendere i campi nonostante le offerte e, dopo la sua morte, i campi furono venduti e la donna andò a vivere con un parente. Una notte, mentre era fuori a seppellire il pettine rosso della madre morta, il pettine implorava che i campi e la sua infanzia venissero restituiti. Dopo la guerra, la donna dovette diventare una prostituta. Sognava spesso il suo villaggio e ogni volta che arava, in ogni campo del villaggio apparivano dei pettini rossi, che gridavano alla donna che non avrebbe mai dovuto essere una donna, una madre.
Ripresa della storia della cornice
In sala montaggio, il protagonista non ha idea di come proseguire e decide di tornare indietro nel tempo e confrontarsi con la sua infanzia.
Ripresa del film nel film
Il protagonista adulto torna nel mondo della sua infanzia. Gli abitanti del villaggio interpretano la morte di un cane come una disgrazia portata loro dalla bambina e costringono la madre a ucciderla. Nel frattempo, l'amante si offre di portare con sé Shin-chan e lo manda a bere del sakè prima di partire; lungo la strada, incontra il protagonista adulto che chiede di accompagnarlo. Tornano alla capanna dove scoprono che gli amanti si sono strangolati a morte.
Inseguita, la donna getta in lacrime il suo bambino in un fiume. Più tardi, un gruppo di donne anziane del villaggio mormora che la donna è scomparsa insieme al suo bambino e la accusa di aver commesso un infanticidio. La protagonista adulta si chiede quale sia stato l'impatto della scoperta del circo e osserva mentre, all'interno della tenda, il marito della donna del circo se ne va con la sua amante e le dice che troverà un altro uomo, ma lei è certa che lui tornerà da lei.
Il protagonista adulto e Shin-chan si siedono in un campo per giocare a scacchi. Shin-chan vuole disperatamente sapere certe cose sul suo futuro, ma il suo sé adulto si rifiuta di dirglielo, dicendo che non può aspettare che il suo sé più giovane lo raggiunga perché non si può fermare il tempo. Gli dice anche che il passato può sempre essere organizzato e che poiché è giovane, può ancora raccogliere ciò che il suo sé adulto ha perso, ma non può raccogliere ciò che Shin-chan ha perso perché è passato troppo tempo. Shin-chan ammette di voler lasciare la madre; il protagonista adulto è d'accordo e dice che ha sempre voluto uccidere la madre da 20 anni fa e dice a Shin-chan di correre a casa per prendere le cose con cui ucciderla; Shin-chan protesta che ama la madre, ma il protagonista adulto dice che è esattamente per questo che Shin-chan ha bisogno di farlo, e vuole assistere al suo sé più giovane commettere l'atto.
Lungo la strada, Shin-chan incontra la versione moderna e alla moda della donna che ha ucciso il suo bambino e lei lo violenta. Vergognato, Shin-chan si rende conto che non può tornare a casa; la donna si offre di portarlo a Tokyo.
Il protagonista adulto alla fine si rende conto di essere stato tradito dal suo stesso sé passato e che deve uccidere la madre lui stesso. Entra in casa e la saluta; lei risponde come se fosse ancora Shin-chan.
Epilogo
Mentre il protagonista adulto e la madre si siedono a mangiare, con un muro ai loro lati, ammette che c'erano altri modi per raccontare tutto questo, perché lui e sua madre sono semplicemente personaggi che ha inventato per il film nel film e si rende conto che al suo interno non è stato in grado di creare se stesso o uccidere la madre. Si chiede ad alta voce chi è: nato il 10 dicembre 1935 , attualmente residente nel distretto di Shinjuku a Tokyo, sul Monte Osore.
All'improvviso, il muro arretra, rivelando che sono seduti su un attraversamento pedonale a Shinjuku. Mentre continuano a mangiare e conversare, personaggi del film nel film entrano nell'inquadratura, camminano e scompaiono tra i civili che attraversano la strada.

## Accoglienza
In un caso del 2011 per l'uscita del film nella Criterion Collection, Robert Nishimura ha elogiato Nascondino Pastorale come "un film importante di un importante regista". Ha citato la sua "libertà fantasmagorica senza sforzo" e si è riferito all'opera come "così unica e affascinante che trascende ogni classificazione".